# Grégory Lasserre et Anaïs met den Ancxt
 (juin 2023).
 (juin 2023).
La mise en forme du texte ne suit pas les recommandations de Wikipédia : il faut le « wikifier ».
Les points d'amélioration suivants sont les cas les plus fréquents. Le détail des points à revoir est peut-être précisé sur la page de discussion.
- Les titres sont pré-formatés par le logiciel. Ils ne sont ni en capitales, ni en gras.
- Le texte ne doit pas être écrit en capitales (les noms de famille non plus), ni en gras, ni en italique, ni en « petit »…
- Le gras n'est utilisé que pour surligner le titre de l'article dans l'introduction, une seule fois.
- L'italique est rarement utilisé : mots en langue étrangère, titres d'œuvres, noms de bateaux, etc.
- Les citations ne sont pas en italique mais en corps de texte normal. Elles sont entourées par des guillemets français : « et ».
- Les listes à puces sont à éviter, des paragraphes rédigés étant largement préférés. Les tableaux sont à réserver à la présentation de données structurées (résultats, etc.).
- Les appels de note de bas de page (petits chiffres en exposant, introduits par l'outil «  Source ») sont à placer entre la fin de phrase et le point final[comme ça].
- Les liens internes (vers d'autres articles de Wikipédia) sont à choisir avec parcimonie. Créez des liens vers des articles approfondissant le sujet. Les termes génériques sans rapport avec le sujet sont à éviter, ainsi que les répétitions de liens vers un même terme.
- Les liens externes sont à placer uniquement dans une section « Liens externes », à la fin de l'article. Ces liens sont à choisir avec parcimonie suivant les règles définies. Si un lien sert de source à l'article, son insertion dans le texte est à faire par les notes de bas de page.
- La présentation des références doit suivre les conventions bibliographiques. Il est recommandé d'utiliser les modèles {{Ouvrage}}, {{Chapitre}}, {{Article}}, {{Lien web}} et/ou {{Bibliographie}}. Le mode d'édition visuel peut mettre en forme automatiquement les références.
- Insérer une infobox (cadre d'informations à droite) n'est pas obligatoire pour parachever la mise en page.

Pour une aide détaillée, merci de consulter Aide:Wikification.
Si vous pensez que ces points ont été résolus, vous pouvez retirer ce bandeau et améliorer la mise en forme d'un autre article.
Pour les articles homonymes, voir Lasserre.
Grégory Lasserre et Anaïs met den Ancxt, connus sous le nom de Scenocosme, sont un couple d'artistes. Ils vivent et travaillent ensemble depuis leur rencontre à Lyon en 2003.

## Biographie
Anaïs met den Ancxt (née à Lyon en France le 21 juillet 1981) est diplômée de l’école nationale supérieure des beaux-arts de Lyon ainsi que de l’école supérieure d'art et design Saint-Étienne. Elle possède aussi une licence d’anthropologie et a suivi une formation en musique électroacoustique à l’école nationale de musique de Villeurbanne.
Grégory Lasserre (né à Annecy en France le 22 décembre 1976) est diplômé d’un master en multimédia (département Arts Plastiques / Arts Numériques de l'Université de Valenciennes), d'un diplôme d'Ingénieur-maître en informatique (Avignon) et d'un diplôme universitaire de technologie en électronique (Annecy). Il se met à créer des œuvres interactives pour des spectacles multimédia et des compagnies de théâtre dès la fin de ses études en 2002.

## Démarche
Leurs créations artistiques se composent majoritairement d'installations sonores et visuelles interactives dont ils développent eux-mêmes les logiciels et technologies. Ils créent des œuvres d'art numérique et d'art interactif. Leur travail se caractérise par l'introduction d'éléments naturels dans leurs œuvres technologiques. Ils s'intéressent aux influences énergétiques des corps vivants telles que l'énergie électrostatique et la chaleur, qui deviennent sources d'interactions sensibles dans leurs installations. Leur œuvre Akousmaflore utilise ainsi de vrais végétaux qui, rendus interactifs sont capables d'émettre des sons aux contacts physiques des spectateurs. L'installation Kymapetra est réalisée avec des minéraux transformés en capteur de contact. Ces artistes se servent aussi de l'eau et du bois comme des éléments capables d'engendrer une interactivité sensorielle tactile, visuelle et sonore.
Leurs installations interactives impliquent socialement et physiquement les spectateurs. L'installation « Lights Contacts » invite les spectateurs à toucher la peau et le corps des autres pour produire des sons et lumière, questionnant le passant sur sa perception de l'autre. La création « SphèrAléas » est un espace géodésique interactif à l'intérieur duquel une dizaine de spectateurs sont conviés à expérimenter et créer ensemble des performances visuelles musicales en temps réel.

## Œuvres (sélection)
- 2004 : SphèrAléas, installation interactive immersive
- 2006 : Alsos, installation interactive réagissant à la lumière
- 2007 : Akousmaflore, installation interactive végétale
- 2008 : Kymapetra, installation interactive minérale
- 2010 : Lights contacts, installation interactive corporelle
- 2011 : Fluides, installation interactive liquide
- 2011 : Souffles, installation interactive réagissant au souffle humain
- 2012 : Ecorces, installation interactive réagissant à la chaleur
- 2013 : Matières sensibles, sculpture sonore sur bois, marqueterie interactive
- 2014 : Metamorphy, installation interactive
- 2015 : Matière noire, installations interactives
- 2017 : Inspirations : installation interactive en argile
- 2017 : Cogito ergo sum : installation interactive en sel
- 2017 : Membranes : installation interactive en cuir
- 2019 : Kryophone : installation interactive en glace
- 2019 - 2020 : Reactive matter : installations interactives et comportementales réalisées à partir de matière programmable :  de Claytronics
- 2021 : Iris : installation interactive avec le regard
- 2022 : Vibrisses : installation interactive en plume

## Principales Collections
- ZKM Centre d'art et de technologie des médias de Karlsruhe (Allemagne)
- FRAC Alsace (France)
- Fonds d'art numérique de la ville de Garges-lès-Gonesse (France)
- Musée de Dak Nong - Gia Nghia (Viêt Nam)
- Musée d'Art et d'Industrie de Saint-Étienne (France)
- Musikantenland_Museum, Musikantenland Museum (en) - Thallichtenberg (Allemagne)

## Expositions (sélection)
- ZKM Centre d'art et de technologie des médias de Karlsruhe (Allemagne) 
  - (2009 : "YOU[ser] 2.0") - curateur : Peter Weibel
  - (2012 : "Sound Art. Sound as Medium of Fine Art") - curateur : Peter Weibel
  - (2015 : "Exo-Evolution and Re-tooling") - curateur : Peter Weibel
  - (2016 : "CODE_n exhibition") / curateur : Peter Weibel
  - (2018 : "Art in Motion. 100 Masterpieces with and through Media. An Operative Canon") - curateur : Peter Weibel
  - (2020, 2021 : "Writing the History of the Future") - curateur : Peter Weibel
- HeK (Haus der elektronischen Künste Basel) (de) - Bâle (Suisse) (2015)
  - (2015 : "Critical Make - turning functionality") - curatrice : Sabine Himmelsbach
  - (2022 : "Earthbound - In Dialogue with Nature") - curatrice : Sabine Himmelsbach
- International Biennial of Contemporary Art of Sevilla - BIACS (de) 3 - "Youniverse" - curateur : Peter Weibel (Espagne) (2008)
- International Biennial of Contemporary Art of South America : Bienalsur (Argentine) (2017)
- International Biennial of Media Art : Experimenta - curatrice : Jen Mizuik - Melbourne (Australie) (2009, 2012)
- International Biennial of Media Art : Digital Culture - curateurs : Iury Lech, Valeriy Korshunov - Kiev (Ukraine) (2021)
- International Biennial of Media Art : WRO / Wro Art Center - Wroclaw (Pologne) (2009)
- International Bienal de Arte Digital - Rio de Janeiro (Brésil) (2022)
- International Triennial of Media Art - TransLife - NAMOC | National Art Museum of China - Pékin (Chine) (2011)
- International Media Art Festival : Cyfest - "Cosmos and Chaos" - Saint-Pétersbourg (Russie) (2021)
- International Media Art Festival : Microwave International New Media Arts Festival (en) - (Hong Kong ) (2016)
- International Media Art Festival : FILE | Electronic Language International Festival (en) - São Paulo (Brésil) (2014, 2016)
- International Media Art Festival : INDAF - "Tomorrow city" - curatrice : Dooeun Choi - Songdo (Corée du Sud) (2010)
- Triennale Banlieue ! - Maison des arts de Laval - "Interrègnes" - curatrice : Marie Perrault - Laval (Canada) (2022)
- Biennale d'art contemporain : Sélest'art - Sélestat (France) (2019)
- Biennale Internationale Saint-Paul-de-Vence - curatrice : Catherine Issert (France) (2021)
- Biennale ArtFareins / Château Bouchet - curateur : Jacques Fabry - Fareins (France) (2014, 2016, 2018, 2021)
- Biennale d’art contemporain Alios - La-Teste-de-Buch (France) (2013, 2015)
- Biennale Experimenta / Arts et Sciences - Grenoble (France) (2013, 2020)
- Biennale CAFKA - Contemporary Art Forum - curateur: Gordon Hatt - Kitchener(Canada) (2016)
- Bienal de Arte Digital - Rio de Janeiro (Brésil) (2023)
- International Symposium of Electronic Art - ISEA International (en)
  - ISEA 2009 Belfast - Ormeau Baths Gallery - curatrice : Kathy Rae Huffman - Belfast (Ireland) (2009)
  - ISEA 2011 Istanbul - "Uncontainable" - curateur : Lanfranco Aceti - Istanbul (Turquie) (2011)
  - ISEA 2012 Albuquerque - 516 Arts artspace - "Machine Wilderness" - Albuquerque (USA) (2012)
  - ISEA 2013 Sydney - Powerhouse - "Museum Speak to Me" - curatrice : Jen Mizuik - Sydney (Australie) (2013)
  - ISEA 2016 Hong Kong - "Cultural R>evolution" - curateur : Kyle Chung -(Hong Kong) (2016)
  - ISEA 2020 Montreal - "Why sentience ?" - Montréal (Canada) (2020)
  - ISEA 2024 Brisbane - "As Above, So Below" - Brisbane (Australie) (2024)
- Symposium d'art/nature - Moncton (Canada) (2012, 2016)
- Symposium Sound Symposium - International festival of art - St John's (Canada) (2013)
- Symposium Simpósio Internacional Natureza : Arte e Ciência - curateur : Rodrigo Minelli - Belo Horizonte (Brésil) (2013)
- Musée : Museum of Contemporary Art Detroit (en) (MOCAD) - Détroit (États-Unis) (2019)
- Musée : CAM Raleigh | Contemporary Art Museum of Raleigh (en) - curatrice : Elysia Borowy-Reeder (États-Unis) (2012)
- Musée : Telfair Museum of Art / Jepson Center for the Arts - curateur : Harry DeLorme - Savannah (États-Unis) (2023)
- Musée : Rubin Museum of Art - "The Power of Intention" - curatrice : Elena Pakhoutova - New York (États-Unis) (2019)
- Musée : Daejeon Museum of Art - curateur : Minkyung Kim - Daejeon (Corée du Sud) (2012)
- Musée : MAK - Musée des arts appliqués (Vienne)  (Autriche) (2017, 2018 : "Aestetic of Changes" - curateur : Peter Weibel )
- Musée : MONA - Museum of Old and New Art - "Utopia Now" - curatrice : Jen Mizuik  - Tasmania (Australie)
- Musée : Centre national d'art et de culture Georges-Pompidou - Paris (France) (2017, 2019)
- Musée : Musée des beaux-arts de la Nouvelle-Écosse - curatrice : Sarah Fillmore - Halifax (Canada) (2011)
- Musée : Dak Nong - Gia Nghia (Viêt Nam) (2019 : "Explorasound")
- Musée : MUDAC - Musée de design et d'arts appliqués contemporains - Lausanne (Suisse) (2012, 2020)
- Musée : Ianchelevici - La Louvière (Belgique) (2012)
- Musée : LaM - Lille Métropole Musée d'Art moderne, d'Art contemporain et d'Art brut - Villeneuve d'Ascq (France) (2019)
- Musée : Ausstellungshaus Spoerri (de) - curateur : Daniel Spoerri - Hadersdorf-am-Kamp (Autriche) (2017)
- Musée du Jazz de La Nouvelle-Orléans - Nouvelle-Orléans (États-Unis) (2019, 2022)
- Musée de Vence / Fondation Émile Hugues - Vence (France) (2022)
- Musée Louis Vouland - "Hortus 2.0" - curatrice : Véronique Baton - Avignon (France) (2017)
- Musée Bargoin - "Verdures : du tissage aux pixels" - Clermont-Ferrand (France) (2017)
- Musée de Millau et des Grands Causses - Millau (France) (2014, 2015, 2016, 2019, 2020)
- Musée Savoisien - Chambéry (France) (2014)
- Musée départemental de la Bresse - "Art contemporain au musée" - Saint-Cyr-sur-Menthon (France) (2013)
- Musée d'Art et d'Histoire de Saint-Brieuc - Saint-Brieuc (France) (2009, 2010)
- Fondation Claude Verdan Musée de la main - Lausanne (Suisse) (2011, 2017, 2018)
- Fondation pour l'Art Contemporain Claudine et Jean-Marc Salomon - Annecy (France) (2016)
- Art Center : NCCA | National Centre for Contemporary Arts (en) - Moscou (Russie) (2015)
- Art Center : Villa Romana - curatrice : Angelika Stepken - Florence (Italie) (2009)
- Art Center : Bòlit Centre d'Art Contemporani (ca) - "Nat[u]ra rumors" - curatrice : Rosa Pera Roca - Girone (Espagne) (2011)
- Art Center : Banff Centre (en) | Convergence - Sommet international sur les arts technologiques - Alberta (Canada) (2014)
- Art Center : Artengine - curateur : Remco Volmer - Ottawa (Canada) (2019)
- Art Center : Eastern Edge Gallery - St John's (Canada) (2012)
- Art Center : Eyebeam - "BioRhythm: Music and the Body" - New-York (USA) (2012)
- Art Center : Watermans - curatrice : Irini Papadimitriou - Brentford-Londres (UK) (2011)
- Art Center : The Ancient Bath / 'Art Today' - curateurs : Emil Mirazchiev,  Ilina Koralova - Plovdiv (Bulgarie) (2018)
- Art center : Artechouse (en) - Washington (États-Unis) (2019)
- Art center : Wonderspaces - Philadelphie (États-Unis) (2018, 2019, 2020, 2021, 2022, 2023)
- Art center : OCT Shenzhen - "Augmented Senses" - curateur : Charles Carcopino - Shenzhen (Chine) (2011)
- Art center : OCT Shanghai - "Augmented Senses" - curateur : Charles Carcopino - Shanghai (Chine) (2011)
- Art center : LICA - Lancaster Institute for Contemporary Arts - curateur : Drew Hemment - Lancaster (UK) (2009)
- Centre d'art La Gaîté-Lyrique - Paris (France) (2012, 2013, 2016)
- Centre d'art Utsikten Kunstsenter - Kvinesdal (Norvège) (2009, 2012)
- Centre d'art Labanque - curateur : Philippe Massardier - Béthune (France) (2017)
- Centre d'art Galerie Le Manège / Institut français de Dakar (Sénégal) (2019)
- Centre d'art Les Églises - Chelles (France) (2019)
- Centre d'art Les Réservoirs - Limay (France) (2006, 2015)
- Centre d’art Le Labo - Toronto (Canada) (2011)
- Centre d’art Galerie du Beffroi - "Jardin des sens" - Namur (Belgique) (2018)
- Centre d’art île Moulinsart - Fillé-sur-Sarthe (france) (2018)
- Centre d’art d'Enghien-les-Bain - Enghien-les-Bain (france) (2010, 2011, 2012)
- Centre d’art contemporain Fort du Bruissin - "Vivant Numérique" - curateur : Igor Deschamp - Francheville (France) (2015)
- Centre d’art contemporain Boris Bojnev - Forcalquier (France) (2012)
- Centre d’art contemporain Les Capucins - Embrun (France) (2012)
- Centre culturel de rencontre - Château de Goutelas - "Nouvelles faunes" - curateur : Grégory Diguet - Marcoux (France) (2021)
- Centre culturel de rencontre - Parc Jean-Jacques Rousseau - Ermenonville (France) (2013)
- Centre culturel de rencontre - Abbaye de Noirlac - curateur : Paul Fournier - Noirlac (France) (2011)
- Centre culturel Pauline Julien - curatrice : Marie-Eve Bérudé - Trois-Rivières (Canada) (2020)
- Centre culturel Passage Sainte Croix - Nantes (France) (2020)
- Centre culturel Bellegarde - Toulouse (France) (2012)
- Centre culturel Espace Bonnefoy - Toulouse (France) (2021)
- Centre culturel Odyssud - Blagnac (France) (2018)
- Centre culturel Le Prisme - Élancourt (France) (2020)
- Centre culturel - Maison Folie Hospice d’Havré - Tourcoing (France) (2011, 2022)
- Centre culturel - Maison Folie La Ferme d’en Haut - Villeneuve-d’Ascq (France) (2012, 2016, 2019)
- Centre culturel - Maison Folie le Colysée - Tourcoing (France) (2021)
- Espace d’art contemporain - L’Arteppes - Annecy (France)  (2018)
- Espace d’art contemporain - L’Angle - La Roche-sur-Foron (France) (2017)
- Espace d’art contemporain - Le Point Commun - Cran-Gevrier (France) (2012)
- Espace d’exposition - La Serre - St Etienne (France) (2014)
- Espace d’exposition - Pavillon Grappelli - Niort (France) (2019)
- Espace culturel Moulay Ali - Marrakech (Maroc) (2018)
- Espace culturel L’Espinoa - Baignes (France) (2012)
- Espace culturel MAIF Social Club - Paris (France) (2017, 2019)
- Espace Fondation EDF - "La belle vie numérique !" - curateur : Fabrice Bousteau - Paris (France) (2018)
- Art Fair : Abu Dhabi Art Fair - "Dunes and Waves" - curateur : Fabrice Bousteau - (Abu Dhabi) (2013)
- Art Fair : Art Karlsruhe - "ZKM booth" - curateur : Peter Weibel - Karlsruhe (Allemagne) (2014)
- Art Fair : Media Art Fair Unpainted - Munich (Allemagne) (2014)
- Art Fair : Media Art Fair Show Off Paris - curateur : Dominique Moulon - Paris (France) (2014)
- Exposition universelle de 2010 - Shanghai (Chine) (2010)
- European Capital of culture Esch2022 - curatrice : Sabine Himmelsbach - Esch-sur-Alzette (Luxembourg)
- Taichung World Flora Exposition - curator : Hao Jhe Liao - Taichung (Taiwan) (2019)
- Congrès mondial acadien 2014 / Pavillon de la France - Grand-Falls (Canada) (2014)
- Queen Elizabeth Prize for Engineering / Prince Philip House - "Engineering Party" - Londres (UK) (2014)
- King Abdullah University of Science and Technology - Thuwal (Arabie saoudite) (2014)
- Festival International EXIT / Maison des arts et de la culture de Créteil - Créteil (France) (2009, 2011, 2013)
- Festival International VIA - curateur Charles Carcopino - Maubeuge (France) (2009, 2011, 2013)
- Festival international en arts électroniques : Mois Multi - Québec (Canada) (2014)
- Festival international d’art contemporain A-part -  Baux-de-Provence (France) (2012, 2013, 2014, 2015)
- Festival international Belluard Bollwerk - "Urban Myth" - curatrice : Sally De Kunst - Fribourg (Suisse) (2010)
- Festival d'arts numériques : KIKK - curatrice: Marie du Chastel - Namur (Belgique) (2018)
- Festival d'arts numériques : Vidéoformes - curateur : Gabriel Soucheyre - Clermont-Ferrand (France) (2010, 2014, 2018)
- Festival d'arts numériques : Accès(s) - Pau (France) (2011, 2021)
- Festival d'arts numériques : Némo - Paris (France) (2013)
- Festival d'arts numériques : Les Nuits électroniques de l'Ososphère - Strasbourg (France) (2009)
- Festival d'arts numériques : Arborescence - Aix-en-Provence (France) (2005)
- Festival d'arts numériques : Festival Scopitone - Nantes (France) (2005, 2019)
- Festival d'arts numériques : Electrochoc - Bourgoin-Jallieu (France) (2008, 2009, 2011, 2012, 2017, 2019, 2020)
- Festival d'arts numériques : Les Composites - Compiègne (France) (2017, 2018)
- Festival d'arts numériques : ON - Octobre Numérique / Palais de l'Archevêché - Arles (France) (2016)
- Festival d'arts numériques : Mirage - "Techno Fiction" - Lyon (France) (2016)
- Festival d'arts numériques : Safra’Numériques - curateur : Didier Ringalle - Amiens (France) (2016, 2017, 2019, 2021)
- Festival d'arts numériques : Pléiades - Saint-Étienne (France) (2019, 2021, 2022, 2024)
- Festival d'arts numériques : F.A.N - Comines (Belgique) (2015)
- Festival d'arts numériques : Zéro 1 - La Rochelle (France) (2016, 2017, 2021, 2022)
- Festival d'arts numériques : Trace(s) - Bagnols-sur-Cèze (France) (2013, 2014, 2015)
- Festival d'arts numériques : Horizons Numériques / Abbaye de l'Escaladieu - Bonnemazon (France) (2011, 2012, 2013, 2015, 2018)
- Festival d'arts numériques : Univers Numériques Ugine  (France) (2019, 2024)
- Festival City Sonic - curateur : Philippe Franck - Mons (Belgique) (2010, 2014, 2019)
- Media Art festival : SXSW (South by Southwest) / "UNESCO Media Arts Exhibition" - Austin (États-Unis) (2019)
- Media Art Festival : Lab30 - Augsburg (Allemagne) (2009, 2011, 2021)
- Media Art Festival : Share - Turin (Italie) (2008, 2019)
- Media Art Festival : Frequency - curatrice : Samantha Lindley - Lincoln (UK) (2018)
- Media Art Festival : Oddstream - curatrice : Lieke Wouters - Nijmegen (Pays-Bas) (2016)
- Media Art Festival : Leeds Digital - "Lumen Prize Exhibition " - curatrice : Carla Rapoport - Leeds (UK) (2016)
- Media Art Festival : Brighton Digital - The Phoenix Gallery - Brighton (UK) (2014)
- Media Art Festival : MIRA / Arts Santa Mònica - Barcelone (Espagne) (2014)
- Media Art Festival : E-Fest - Palais Abdellia - curateur : Afif Riahi - Tunis (Tunisie) (2014, 2015)
- Media Art Festival : Art & Algorithms - curateur : Bill Ronat - Titusville (États-Unis) (2015)
- Media Art Festival : Simultan - "Talking to Stranger" - curateur : Levente Kozma - Timisoara (Roumanie) (2015)
- Media Art Festival : Digital_ia - Szczecin (Pologne) (2013)
- Media Art Festival : Plektrum - "Ludo ergo sum" - curatrice : Marge Paas - Tallinn (Estonie) (2011)
- Media Art Festival : Futuresonic - "Environment 2.0" - curateur : Drew Hemment - Manchester (UK) (2009)
- Media Art Festival : Rixc - "Techno-ecologies" - curateurs : Raitis Šmits, Rasa Šmite - Riga (Lettonie) (2011)
- Media Art Festival : FAD - Festival de Arte Digita - Belo Horizonte (Brésil) (2010)
- Media Art Festival : EMAF - European Media Art Festival - "Mash up" - Osnabrück (Allemagne) (2010)
- Media Art Festival : ADAF - Athens Digital Arts Festival - Athènes (Grèce) (2010)
- Media Art Festival : Rokolectiv / Cultural Center The Ark - curateur : Cosmin Tapu - Bucharest (Roumanie) (2009)
- Media Art Festival : Streamfest - Lecce (Italie) (2007)
- Château / Maison forte de la Veyrie - "Présence" - curator : Gilles Fourneris - Bernin (France) (2019)
- Château de Lunéville - "Experientia !" - curateur : Charles Carcopino - Lunéville (France) (2019)
- Château de la Louvière / Orangerie - "curatrice : Lucie Bisson" - Montluçon (France) (2017)
- Château de Saint-Saturnin / Festival Les Jours de Lumière  - Saint-Saturnin (France) (2017)
- Château de Saint-Priest - Saint-Priest (France) (2014, 2015, 2016, 2019)
- Château de Beaulieu - Riorges (France) (2014)
- Château de Ratilly Centre d’art vivant - Treigny (France) (2013)
- Château de Suscinio - "Rêverie Moderne" - Sarzeau (France) (2013)
- Château de Malves - curateur : Philippe Baudelot - Carcassonne (France) (2011)
- Château prieuré de Pommiers-en-Forez - Pommiers (France) (2016)
- Abbaye bénédictine Saint-Fortuné de Charlieu - Charlieu (France) (2016)
- Abbaye de l’Escaladieu - "Arbres, regards d’artistes" - Bonnemazon (France) (2018)
- Domaine du Muy - contemporary sculpture park - curateur : Edward Mitterrand - Le Muy (France) (2021, 2022)
- Nuit blanche, White Night festivals (en)
  - Nuit Blanche - Toronto (Canada) (2011)
  - Nuit Blanche - Zagreb (Yougoslavie) (2016)
  - Nuit Blanche - Paris (France) (2020)
  - Nuit Blanche - Bruxelles (Belgique) (2010)
  - Nuit Blanche - Amiens (France) (2007, 2010, 2012)
  - Nuit Blanche - Metz (France) (2011)
  - Nuit Blanche - Charleville-Mézières (France) (2016)
  - Nuit Blanche - Saint-Denis (La Réunion) (2014)
  - White Night - Brighton (UK) (2010)
  - White Night - Bucharest (Roumanie) (2015)
  - Nuit de la Création - La-Motte-Servolex (France) (2013, 2014, 2017, 2020, 2022)
  - Nuit de Lauzerte - Lauzerte (France)  (2013, 2016)
  - Nocturne Art at Night - Halifax (Canada) (2012, 2013, 2016, 2017)
  - Lumière / Festival of Light - Vancouver (Canada)  (2023, 2024)
  - Singapore Night Festival (Singapour) (2014)
  - Noche de Luna Llena - Ségovie (Espagne) (2012)
  - Vilnius Light Festival - Vilnius (Lituanie) (2024)
  - Culture Night - Dublin (Irlande) (2015, 2017, 2018, 2019)
  - Light Up Festival - Lancaster (UK) (2016, 2017)
  - Light City - Baltimore (USA) (2018)
  - Dlectricity - Détroit (USA) (2021)
  - Luminaria - San-Antonio (USA) (2018)
  - Aurora - Dallas (USA) (2015)
  - Licht Festival - Murten / Morat (Suisse, 2022, 2023)
  - Fête des Lumières (Lyon) - Lyon (France) (2004, 2005, 2006, 2007)

## Récompenses (sélection)
- Award lab30 Public's Choice Award : Lab30 Media Arts Festival - Augsburg (Allemagne) (2021)
- Award Public’s Choice Award : Art Week Miami Beach No Vacancy Art competition - Miami (États-Unis) (2020)
- Bourse de la Fondation nationale des arts graphiques et plastiques (FNAGP) - Paris (France) (2017)
- Lumen Prize (en) Silver Award (international award for digital art) (2015)
- Human Interface Award / Phaenomenale - Science & Art Festival / Phaeno Science Center - Wolfsburg (Allemagne) (2015)
- Interfaces Award / Interactive Art Competition : honorable mention - Porto (Portugal) (2015)
- Lauréat de la Bourse en art numérique ICI ARTV (Canada) (2014)
- Prix de la création Arts visuels et technologies : Bains Numeriques #5 - Festival international des arts numérique - Enghien-les-Bains (France) (2011)
- Award lab30 Public's Choice Award : Lab30 Media Arts Festival - Augsburg (Allemagne) (2011)
- Prix du spectacle le plus innovant : Foire Internationale de Théâtre et de Danse, Huesca, (Espagne) (2012)
- Prix Qwartz Arts Nouveaux Médias (2012)
- Trophées LumiVille : Prix jeune concepteur lumière, Lyon (France) (2013)

## Publications
- Rencontres sensibles Scenocosme / Édition : Les Réservoirs - lieu d’art contemporain, 2015
- Hybrid and sensory Interactive Artworks Scenocosme , 2014
- Parabol the retooling issue curated by Peter Weibel Karlsruhe Éditions Section.d Section.a, 2014
- Hybridation & art contemporain Coédition Al dante – Aica, 2013
- Touch and Go, Leonardo Electronic Almanac, Volume 18 Issue 3 Lanfranco Aceti, 2012
- ISEA2011 Uncontainable, Leonardo Electronic Almanac Ozden Sahin, 2012
- Arts numériques, Tendances, Artistes, Lieux & Festivals, 100 artistes français de la scène numérique contemporaine Éditions MCD, 2008

### Sources
(juin 2023).
- Scenocosme le numérique distille du rêve Marthe Aurèle, culture mobile, 2013
- Entretien avec Scenocosme Marisa Gomez, interartive.org, 2012
- (anglais) Exhibition Soundart, Akousmaflore ZKM, 2012
- (anglais) A Beijing Exhibition on Art for the 'Post-Human Era New York Times, Sheila Melvin, 2011
- (anglais) Croisements Festival Digitarts.org, Alex Yu, 2011)